# Babez for Breakfast
Babez For Breakfast är det femte studioalbumet av finska hårdrocksbandet Lordi, som släpptes samtidigt i Europa, Japan och USA den 15 september 2010. Albumet är producerat av Michael Wagener.

## Låtförteckning
1. SCG5: It's A Boy! - 1:21
2. Babez for Breakfast - 3:30
3. This Is Heavy Metal - 3:01
4. Rock Police - 3:58
5. Discoevil - 3:49
6. Call Off The Wedding - 3:31
7. I Am Bigger Than You - 3:04
8. ZombieRawkMachine - 3:42
9. Midnite Lover - 3:21
10. Give Your Life For Rock 'n' Roll - 3:54
11. Nonstop Nite - 3:56
12. Amen's Lament To Ra - 0:32
13. Loud And Loaded - 3:15
14. Granny's Gone Crazy - 3:56
15. Devil's Lullaby - 3:43
Bonus
16. Lord Have Mercy - 3:18
17. Studs 'n' Leather - 3:58

## Albumets singlar
- This Is Heavy Metal